# Mark Field

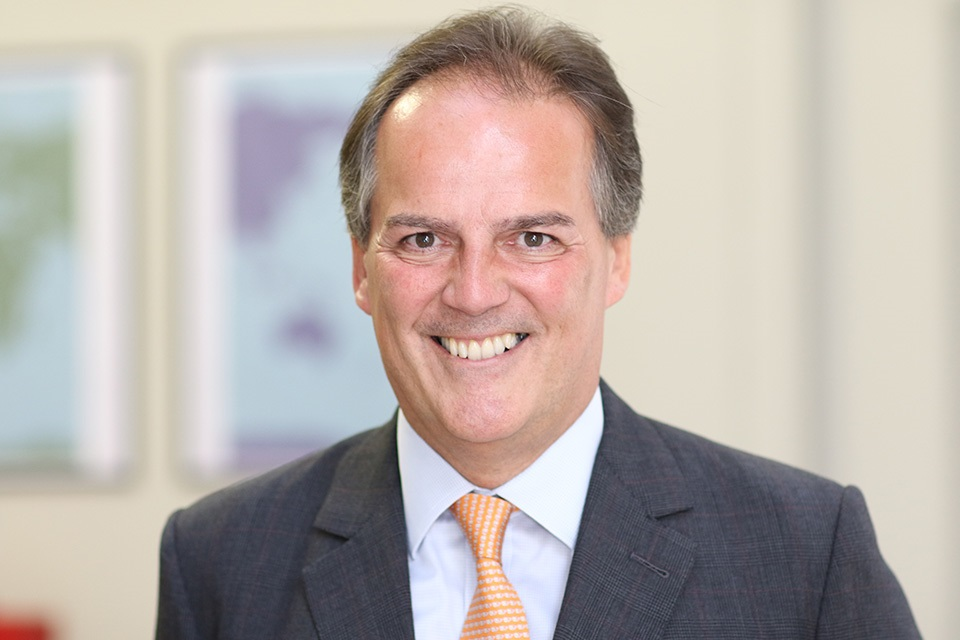
Mark Field MP

Mark Field (* 6. Oktober 1964 in Hannover) ist ein britischer Politiker. Von 2001 bis 2019 war er Abgeordneter der Conservative Party im House of Commons.

## Leben

### Kindheit und Jugend
Mark Field wurde als Sohn eines britischen Soldaten und einer deutschen Mutter im Militärkrankenhaus in Hannover geboren. Sein Jurastudium im College St Edmund Hall in Oxford schloss er 1987 erfolgreich ab, anschließend ließ er sich am College of Law in Chester zum Anwalt ausbilden.

### Beruflicher Aufstieg und erste politische Erfahrungen
1984 wurde er der persönliche Assistent des Abgeordneten John Patten, bevor er 1990 in die Wirtschaftskanzlei Freshfields Bruckhaus Deringer eintrat. 1994–2001 arbeitete er als Leiter seiner eigenen Arbeitsvermittlung namens Kellyfield Consulting.
1989–1991 war Mark Field stellvertretender Vorsitzender der lokalen Konservativen im Wahlbezirk Islington North in London, bevor er im Jahr 1994 Stadtrat im Bezirk Kensington and Chelsea wurde. Eine Kandidatur im Bezirk Enfield bei der Unterhauswahl 1997 scheiterte aufgrund der erdrutschartigen Wahlsiege der konkurrierenden Labour-Partei.

### Abgeordneter im Parlament
2001 wurde Mark Field als Vertreter des Wahlkreises Cities of London and Westminster in das Abgeordnetenhaus gewählt. In seiner Antrittsrede am 27. Juni 2001 nannte er den früheren Premierminister Andrew Bonar Law sein großes politisches Vorbild.
Field wurde 2003 Whip der Opposition und der Shadow Minister for London, der dafür zuständig ist, die Mitglieder der Opposition über die Entwicklungen in der London Assembly zu informieren. Nachdem er 2005 als Finanzsekretär der Opposition tätig gewesen war, wurde er 2006 Sprecher der Konservativen für Kultur, Medien und Sport. In dieser Position befasste er sich unter anderem mit dem Gesetz über die nationale Lotterie 2006. Im September 2010 wurde er in das angesehene Intelligence & Security Committee berufen, dessen jüngstes Mitglied er ist. Nach der Unterhauswahl im Juni 2017 wurde Field zum Staatssekretär im Außenministerium mit Zuständigkeit für Asien und den pazifischen Raum ernannt. Nachdem er gegen eine Greenpeace-Aktivistin, die während einer Rede von Finanzminister Philip Hammond bei einer Versammlung vor allem von Anhängern der Konservativen Partei auf die Folgen der Erderwärmung hinweisen wollte, handgreiflich geworden war, wurde er am 21. Juni 2019 von diesem Posten suspendiert.
Field galt bereits im Vorfeld des Referendums von Juni 2016 als Gegner des Austritts des Vereinigten Königreichs aus der Europäischen Union. Ende März 2019 teilte er mit, dass er die Rücknahme des gestellten Austrittsantrags unterstützen würden, falls sich die Möglichkeit dazu ergebe.
Die besonderen Interessen von Mark Field umfassen Wirtschaft, Finanzen, Außenhandel und internationale Entwicklungen. Er ist unter anderem Vorsitzender der parteiübergreifenden Parlamentsgruppe zu Aserbaidschan und stellvertretender Vorsitzender der Arbeitsgruppen „Fußball“ und „Bangladesch“.
Für den Daily Telegraph schrieb er einige Artikel, etwa über die Reform der Finanzaufsicht, die Lage der New Labour-Partei oder auch den englischen Fußball. Auch mit seinen regelmäßigen Beiträgen im einflussreichen Politikblog ConservativeHome macht er von sich reden.
Field ist Schirmherr des Bishopsgate Institute und des St. Andrew's Club.
2019 trat Field nicht mehr zur Wiederwahl an.